# كومرتسبانك أرينا
كومرتسبانك أرينا هو ملعب رياضي في فرانكفورت، هسن، ألمانيا. عادة ما يعرف باسمه الأصلي، ملعب فالد. تم افتتاحه يوم 21 مايو 1925. وقد تم تجديده 4 مرات من قبل في الأعوام 1937، 1953، 1974، 2005. يسع الملعب لجلوس 51,500 شخص وهو الملعب الرئيسي لنادي آينتراخت فرانكفورت.

## كأس العالم لكرة القدم 2006
كان الملعب من بين الملاعب المضيفة لكأس العالم لكرة القدم 2006.
المباريات التالية لعبت على كومرتسبانك أرينا خلال البطولة:
| التاريخ       | توقيت (CET) | فريق #         | تنيجة. | فريق #2   | الدور       | المتفرجين |
| ------------- | ----------- | -------------- | ------ | --------- | ----------- | --------- |
| 10 يونيو 2006 | 15.00       | إنجلترا        | 1 – 0  | باراغواي  | المجموعة 2  | 48,000    |
| 13 يونيو 2006 | 15.00       | كوريا الجنوبية | 2 – 1  | توغو      | المجموعة 7  | 48,000    |
| 17 يونيو 2006 | 15.00       | البرتغال       | 2 – 0  | إيران     | المجموعة 4  | 48,000    |
| 21 يونيو 2006 | 21.00       | هولندا         | 0 – 0  | الأرجنتين | المجموعة 3  | 48,000    |
| 1 يوليو 2006  | 21.00       | البرازيل       | 0 – 1  | فرنسا     | ربع النهائي | 48,000    |

## وصلات خارجية
- الموقع الرسمي (بالألمانية والإنجليزية)